# عدنان أبو الشامات
الشبيح عدنان أبو الشامات (25 يوليو 1965 دمشق)، ممثل سوري.

## حياته
عدنان أبو الشامات ممثل سوري من مواليد دمشق، عشق الفن والتمثيل منذ الصغر، فكان أول ظهور له في السينما في فيلم جسر الأشرار بعمر 6 سنوات، وفيلم مقلب حب، شارك بعدة مسلسلات تلفزيونية بسوريا، قرر السفر إلى أوروبا للعيش هناك، وبعد سبع سنوات عاد إلى وطنه، عاد مرة أخرى إلى سوريا ليكمل مسيرته الفنية بها، وخلال مسيرته الفنية الطويلة شارك بالعديد من الأعمال المهمة والمتميزة منها «باب الحارة» و«الدبور». و يحمل الجنسية النمساوية 

## أعماله
- بروكار ج2
- دقيقة صمت (2019) [مسلسل]
- حارة الشيخ (2016) [مسلسل] بدور رشيد باشا
- الدبور  (2010) [مسلسل]
- ماملكت أيمانكم  (2010) [مسلسل]
- أبو خليل القباني  (2010) [مسلسل]
- البقعة السوداء. (2010
- الهروب  (2010) [مسلسل] بدور ياسر
- رجال مطلوبون  (2010) [مسلسل]
- الخبز الحرام  (2010) [مسلسل] بدور موفق
- الصندوق الأسود  (2010) [مسلسل]
- حكايات الغروب  (2009) [مسلسل]
- قلبي معكم  (2009) [مسلسل]
- عن الخوف والعزلة  (2009) [مسلسل] بدور ماجد
- الدوامة (2009) [مسلسل]
- اولاد القيمرية  (2008) [مسلسل] بدور جورج
- باب الحارة ج3  (2008) [مسلسل] بدور أبو ديبو
- يوم ممطر آخر  (2008) [مسلسل]
- ليس سرابا  (2008) [مسلسل]
- الحصرم الشامي ج2  (2008) [مسلسل] القنصل الإنجليزي
- زهرة النرجس  (2008) [مسلسل] سميح
- هيك تجوزنا  (2008) [مسلسل]
- شركاء يتقاسمون الخراب  (2008) [مسلسل]
- رياح الخماسين  (2008) [مسلسل]
- باب الحارة ج2  (2007) [مسلسل] أبو ديبو
- الحصرم الشامي ج1  (2007) [مسلسل] داوود اليهودي
- سيرة الحب  (2007) [مسلسل]
- ممرات ضيقة  (2007) [مسلسل] نادر
- ظل امرأه  (2007) [مسلسل]
- فجر أخر  (2007) [مسلسل]
- النقمة المزدوجة  (2007) [مسلسل]
- المحطة القادمة  (2007) [فيلم قصير]
- الاجتياح  (2007) [مسلسل]
- جنون العصر  (2007) [مسلسل]
- وشاء الهوى  (2006) [مسلسل] وليد
- باب الحارة ج1  (2006) [مسلسل] أبو ديبو
- أهل الغرام ج1  (2006) [مسلسل]
- انتقام الوردة  (2006) [مسلسل] وليد
- الانتظار  (2006) [مسلسل]
- صدى الروح  (2006) [مسلسل]
- مرايا 2006  (2006) [مسلسل]
- على طول الأيام  (2006) [مسلسل]
- أشواك ناعمة  (2005) [مسلسل]
- عصي الدمع  (2005) [مسلسل] كامل الحيدري
- فسحة سماوية  (2005) [مسلسل]
- يحيى عياش  (2005) [مسلسل]
- عشتار  (2004) [مسلسل]
- عصر الجنون  (2004) [مسلسل]
- مرزوق على جميع الجبهات  (2004) [مسلسل]
- عشنا وشفنا  (2004) [مسلسل]
- ذكريات الزمن القادم  (2003) [مسلسل] سمير
- أيامنا الحلوة  (2003) [مسلسل] المحامي
- أبناء القهر  (2002) [مسلسل]
- صقر قريش  (2002) [مسلسل]
- سيرة آل الجلالي  (2000) [مسلسل] صفوان
- الفوارس  (1999) [مسلسل] اوكتافيوس
- الكواسر  (1998) [مسلسل] عروة
- الولادة من الخاصرة (2011).[2][3]

زمن البرغوت أبو فخري 